# Loma Bonita (Hidalgo)
Loma Bonita es una localidad de México perteneciente al municipio de Cuautepec de Hinojosa en el estado de Hidalgo.

## Geografía
A la localidad le corresponden las coordenadas geográficas 20° 3’ 25.417” de latitud norte y 98° 18’ 20.199” de longitud oeste, con una altitud de 2287 m s. n. m. Se encuentra a una distancia aproximada de 3.07 kilómetros al noreste de la cabecera municipal, Cuautepec de Hinojosa.
En cuanto a fisiografía se encuentra dentro de las provincia del Eje Neovolcánico, dentro de la subprovincia de Lagos y Volcanes de Anáhuac; su terreno es de llanura y lomerío. En lo que respecta a la hidrografía se encuentra posicionado en la región del río Panuco, dentro de la cuenca del río Moctezuma, en la subcuenca del río Metztitlán. Cuenta con un clima templado subhúmedo con lluvias en verano, de humedad media.

## Demografía
En 2020 registró una población de 896 personas, lo que corresponde al 1.48 % de la población municipal. De los cuales 452 son hombres y 444 son mujeres. Tiene 239 viviendas particulares habitadas.
| Gráfica de evolución demográfica de Loma Bonita entre 1995 y 2020                           |
|                                                                                             |
| Población de los censos y conteos del Instituto Nacional de Estadística y Geografía (INEGI. |

## Economía
La localidad tiene un grado de marginación alto y un grado de rezago social medio.